# بیمارستان بیچورث ازیلام
بیمارستان بیچورث ازیلام (به انگلیسی: Beechworth Asylum) بیمارستانی در کشور استرالیا است که در سال ۱۸۶۷ میلادی ساخته شده و دارای ۱۲۰۰ تخت است.